# Röderau
Röderau ist ein rechtsseitig der Elbe gelegener Ortsteil der sächsischen Gemeinde Zeithain im Landkreis Meißen.

## Geografie
Der Ort liegt in einem alten Schwemmkegel der Elbe auf einer Hochwasserinsel. Südlich von Röderau verläuft die Bundesstraße 169 über die Röderau mit Riesa verbunden ist. Durch den Ort verlaufen die Bahnstrecken Zeithain–Elsterwerda, Riesa–Falkenberg und Leipzig–Dresden. Um 1900 wurde Röderau als Gassendorf mit Gewann- und Blockgewannflur beschrieben.

## Geschichte
Im Jahr 1185 wurde der Ort Retherowe genannt. Alte Flurbezeichnungen wie die Seestücken und ehemals nasses Wiesengelände lassen auf eine Abstammung des Ortsnamens von dem Wort Redirouwe, was so viel wie Ort in der Aue mit Schilfrohr (Ried) bedeutet, schließen. Der Ortsname war mehrmaligen Änderungen unterzogen, so wurde Röderau im Jahr 1185 Retherowe genannt, 1288 Rederowe, 1308 Rethrowe, 1406 Rederow, 1501 Rederaw, 1552 Rederau und Roderaw im Jahr 1555.
Im Jahr 1186 wird ein Herrensitz erwähnt. Die Grundherrschaft übte zunächst das Rittergut Frauenhain aus und ab dem 17. Jahrhundert das Rittergut Tiefenau. 1406 gehörte Röderau zur Großenhainer Pflege und wurde ab 1696 vom Amt Großenhain verwaltet.
Im Oktober 1629 wurden bei einer starken Elbflut die Kirche und die Bauernhöfe beschädigt. 1631 starben im Kirchenspiel Zeithain, zu dem Röderau gehörte, 61 Einwohner an der Pest und 1632 forderte diese Seuche 117 Opfer. Im Jahr 1633 verstarben 7 Einwohner von Röderau an dieser Seuche. In Zeithain wurde ein Pestfriedhof angelegt, da der bisherige Friedhof zu klein für die vielen Pestopfer war.
Im Jahr 1651 kam es erneut zu einem Hochwasser, bei dem die Röderauer Kirche getroffen wurde. Die Kirche stand damals viel näher an der Elbe als heute. Im Dezember 1753 war Röderau erneut von Überschwemmung betroffen daß man einige Zeit lang auf dem Filial [Röderau] in das Gotteshaus nicht kommen konnte. In den Jahren 1769, 1770, 1771, 1776, 1777 kam es immer wieder zu Elbhochfluten. Im Winter 1784 stürzte bei einer sogenannten Eisfahrt (Eisstau) die Röderauer Kirche ein. Daraufhin wurde die Kirche an der heutigen Stelle neu gebaut und 1786 eingeweiht. Im Jahr 1811 lagen ganze 12 Wochen das sächsische Regiment „Polenz-Dragoner“ in Röderau und den umliegenden Dörfern im Quartier, die von den Einwohnern verpflegt werden mussten. Im gleichen Jahr kam es in Röderau zu einem Großbrand, bei dem die Güter Nr. 11, 12, 15, 16, 17 und der im Dorf stehende Glockenturm abbrannten, auch zwei Glocken zerschmolzen. Der Glockenturm wurde daraufhin an die Kirche angebaut. 1833 und 1834 kam es erneut zu Feuersbrünsten im Ort, sodass nur zwei Güter und vier Häuser verschont blieben. Diese Brände wurden gelegt, der Brandstifter konnte aber nicht ermittelt werden.
Nach dem Bau des Elbdammes konnte die Hochwassergefahr bedeutend verringert werden. im Jahr 1840 bestand Röderau aus zwölf Gütern, sieben Häusern, einer Windmühle und einer Ziegelscheune. Ab 1856 gehörte Röderau zum Gerichtsamt Riesa und ab 1875 zur Amtshauptmannschaft Großenhain.
Bis 1903 war die Kirche Röderau Filialkirche von Zeithain, bevor sie Pfarrkirche der Kirchgemeinde Röderau wurde. Im Jahr 1925 waren 2036 Einwohner von Röderau evangelisch-lutherisch, 30 Einwohner waren katholisch und 89 Einwohner gehörten anderen Konfessionen an.
Im Jahr 1938 wurde Promnitz nach Röderau eingemeindet.
Sachsen kam nach dem Zweiten Weltkrieg in die Sowjetische Besatzungszone und später zur DDR. Nach der Gebietsreform 1952 wurde Röderau dem Kreis Riesa im Bezirk Dresden zugeordnet.
Am 1. August 1952 wurde die LPG Typ III Einheit Röderau gegründet, der sich noch weitere LPGs anschlossen. 1960 schloss sich die LPG Rotes Banner Zeithain an, 1967 LPG Elbflur Röderau, 1970 LPG Immertreu Moritz und 1971 LPG Grüne Aue Bobersen.
1970 wurde Moritz nach Röderau eingemeindet.
Nach der Deutschen Wiedervereinigung kam Röderau zum wiedergegründeten Freistaat Sachsen. Die folgenden Gebietsreformen in Sachsen ordneten Röderau 1994 dem Landkreis Riesa-Großenhain und 2008 dem Landkreis Meißen zu. Durch den Zusammenschluss von Röderau und Bobersen entstand 1994 die Gemeinde Röderau-Bobersen.
Bei der Jahrhundertflut 2002 wurde Röderau schwer getroffen. Am 16. August 2002 brach der Elbdamm bei Moritz und die Elbaue lief innerhalb kurzer Zeit zwischen Moritz, Promnitz und Röderau voll. Röderau Süd stand tagelang zwei Meter unter Wasser und wurde später komplett abgerissen.
Im Juni 2013 war Röderau erneut vom Hochwasser betroffen.

### Bevölkerungsentwicklung
Die Bevölkerungszahl stieg seit dem Mittelalter ständig an und hatte 1946 das Maximum erreicht. Seitdem sinkt die Einwohnerzahl wieder.
| Jahr | Einwohner                                            | Jahr | Einwohner          |
| ---- | ---------------------------------------------------- | ---- | ------------------ |
| 1551 | 9 besessene Mann                                     | 1933 | 2404               |
| 1764 | 7 besessene Mann, 8 Häusler, 20 Hufen je 19 Scheffel | 1939 | 2713               |
| 1834 | 134                                                  | 1946 | 3033               |
| 1871 | 363                                                  | 1950 | 2993               |
| 1890 | 765                                                  | 1964 | 2856               |
| 1910 | 1892                                                 | 1990 |                    |
| 1925 | 2155                                                 | 1994 | → Röderau-Bobersen |

## Kirche Röderau
Eine erste Kirche soll schon im Jahr 1186 erbaut worden sein und war damals als Tochterkirche von Riesa mit einem Lehen ausgestattet. 1738 entstand ein Neubau. Am 1. März 1784 wurde die Kirche durch das Eis der Elbe aus den Fundamenten gerissen. Der Kirchturm wurde bis Lorenzkirch, der Altar bis Torgau mitgerissen.
Die heutige Kirche wurde daraufhin von 1787 bis 1789 an einem neuen Standort errichtet, zunächst noch ohne Turm. Nachdem der alte Glockenturm 1812 abgebrannt war, wurde 1817 ein Glockenturm an die Kirche angebaut. Von 1903 bis 1904 erfolgte ein kompletter Umbau der Kirche durch Kirchenbaurat Theodor Quentin. Im März 1945 wurde die Kirche durch Beschuss schwer getroffen, Kirchturm und Kirchendach schwer beschädigt. Von 1987 bis 1991 wurde die Außenfassade der Kirche renoviert.

## Persönlichkeiten
- Frieder Andrich (* 1948), ehemaliger deutscher Fußballspieler in der DDR-Oberliga
- Antye Greie-Ripatti (* 1969), Musikerin und Künstlerin[4]
- Stefan Schramm (* 1978), Kabarettist des Duos Zärtlichkeiten mit Freunden[5]